# 18125 Brianwilson
18125 Brianwilson este un asteroid din centura principală de asteroizi.

## Descriere
18125 Brianwilson este un asteroid din centura principală de asteroizi. A fost descoperit pe 22 iulie 2000 la Reedy Creek de John Broughton. Asteroidul prezintă o orbită caracterizată de o semiaxă mare de 3,13 ua, o excentricitate de 0,13 și o înclinație de 2,5° în raport cu ecliptica.